# Анггітай
Анггітай — істота з верхньою частиною тіла жінки та нижньою частиною тіла коня, починаючи від талії.
Їх іноді зображують із рогом посередині чола, подібно до єдинорога.
Вважається, що їхня батьківщина знаходиться в Санто-Томасі.
Вони мають цікаву особливість, коли мова йде про блискучі, цінні та дорогоцінні речі: Анггітай легко відволікається на дорогоцінні камені, метали, особливо на золото, кристали та узагалі на цінні предмети. Вони пройшли б великі відстані в пошуках якогось легендарного скарбу.
Вони дуже енергійні, прагнуть допомогти у справах багатства та пригод. Вони соціальні і люблять взаємодіяти із іншими. Навколо низ є магнітна енергія, яка приваблює успіх, силу та престиж.
Вони непохитно віддані і здатні надихати багатьма способами.